# A 657-es járat
A 657-es járat (eredeti cím: Heist, vagy Bus 657) 2015-ös amerikai krimi-thriller, melyet Scott Mann rendezett, valamint Stephen Cyrus Sepher és Max Adams írt. A főszerepet Robert De Niro, Jeffrey Dean Morgan és Kate Bosworth alakítja.
Az Amerikai Egyesült Államokban 2015. november 13-án mutatta be a Lionsgate.
Általánosságban vegyes véleményeket kapott a kritikusoktól. A Metacritic oldalán a film értékelése 66% a 100-ból, ami 33 véleményen alapul. A Rotten Tomatoeson a 657-es járat 23%-os minősítést kapott, 26 értékelés alapján.

## Cselekménye
A film középpontjában egy édesapa áll, Luke Vaughn (Dean Morgan), aki beteg lánya műtétjének kezelésére pénzt akar szerezni. A férfi először megpróbál kölcsön kérni a munkaadójától, az egyik helyi kaszinó tulajdonosától, Mr. Pope-tól (De Niro), de amikor az elutasítja, elhatározza, hogy néhány emberrel kirabolja. Ellopnak tőle 3 millió dollárt, ami miatt üldözni kezdi a rendőrség is. A menekülés nem a tervek szerint alakul, ezért egy 657-es számú busz eltérítésére kényszerülnek. Az egyik járőr, Krizia Bajos (Gina Carano) képes együttműködni Luke-kal, aki a mogorva társa, Jason Cox (Dave Bautista) miatt kénytelen engedelmeskedni minden parancsának. Ekkor megkezdődik a könyörtelen hajsza a pénzért, melynek során több halálos áldozat is esik.

## Szereplők
| Színész              | Szereplő                 | Magyar hang          |
| -------------------- | ------------------------ | -------------------- |
| Jeffrey Dean Morgan  | Luke Vaughn              | Szabó Sipos Barnabás |
| Robert De Niro       | Francis "A pap" Silva    | Reviczky Gábor       |
| Dave Bautista        | Jason Cox                | Törköly Levente      |
| Kate Bosworth        | Sydney Silva             | Bogdányi Titanilla   |
| Gina Carano          | Krizia Bajos rendőr      | Román Judit          |
| Morris Chestnut      | Derrick “A kutya” Prince | Kálid Artúr          |
| Tyson Sullivan       | Mickey                   | Horváth Illés        |
| Mark-Paul Gosselaar  | Marconi                  | Előd Álmos           |
| Stephen Cyrus Sepher | Julian Dante             | Sarádi Zsolt         |

További magyar hangok: Mohácsi Nóra, Tarr Judit